# Костенец сколопендровый
Костене́ц сколопе́ндровый, или Листови́к обыкнове́нный, или Листовик сколопе́ндровый, или Оле́ний язы́к (лат. Asplénium scolopéndrium) — многолетний папоротник; вид рода Костенец семейства Костенцовые. Реликт третичного периода.

## Ботаническое описание

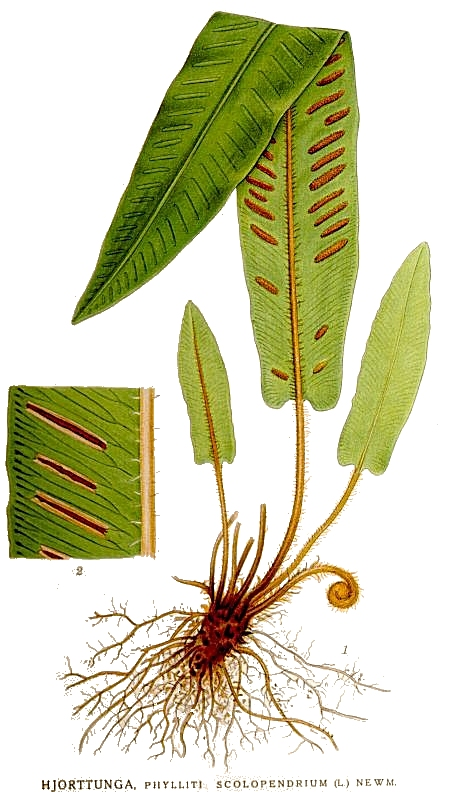

Папоротник высотой 30—80 см, имеет короткое, покрытое чешуйками на верхушке корневище.
Листья тёмно-зелёные, кожистые, голые, цельные, что является уникальным среди папоротников, их длина составляет 10—60 см, ширина — 3—6 см. Черенки короче листовой пластинки.
На нижней поверхности листьев вдоль боковых жилок располагаются параллельно друг другу сорусы, покрытые двумя покрывальцами. Их расположение напоминает ноги многоножки, откуда происходит видовое название растения scolopendrium — с латыни означает «сороконожка».

## Распространение и экология
Вид распространён в Европе от юго-восточной Швеции до Средиземноморья, а также в Азии, северной части Северной Америки. Везде очень редкий вид.
Костенец сколопендровый растёт на влажных карбонатных, иногда торфяных почвах, на влажных затенённых известняковых скалах. Распространён в горном лесном, реже субальпийском поясе в буковых, кленовых и хвойных лесах, подымается до верхнегорного пояса. Это тенелюбивое растение, если он растёт на солнце, то, как правило, имеет желтоватую листву и отстаёт в развитии. Вид морозоустойчив.

## Хозяйственное значение и применение
Костенец сколопендровый часто выращивают в качестве декоративного растения, выведены декоративные сорта ('Cristata', 'Serratifolium').
В народной медицине листья растения используют как потогонное, кровоостанавливающее, мочегонное и отхаркивающее средство, для лечения кашля, болезней почек и кожи; сок листьев — при бесплодии, отвар — при туберкулёзе и других болезнях лёгких, заболеваниях желудка, печени, селезёнки, мочевого пузыря, мочекаменной болезни, как вяжущее, слабительное, анальгезирующее, ранозаживляющее, при инфильтратах и опухолях селезёнки и печени, раковых язвах, гемостатическое, детоксикационное.
В гомеопатии листья применяют при гипергидрозе при туберкулёзе и малярии.
В Болгарии — при кожных болезнях.
Спиртовый экстракт проявляет бактериостатическую активность.